# ツリーから離れて
『ツリーから離れて』（ツリーからはなれて、原題: Far from the Tree）は、2021年のアメリカ合衆国の短編アニメーション映画。ナタリー・ヌリガットが監督・脚本、ルース・ストローサーが製作を務めた。
好奇心旺盛な子どものアライグマが危険な目に合い、父親に叱られる姿を描いた作品。
2018年にディズニーが劇場用短編作品のピッチを依頼した際に構想され、最終的にはヌリガットによる未完成のピッチが承認された。当初は人間として描かれていたアライグマの主人公は、擬人化とリアリズムのバランスを取るのに苦労した。2021年6月15日にアヌシー国際アニメーション映画祭でプレミア上映され、その後、『ミラベルと魔法だらけの家』と同時上映で、11月24日に公開された。批評家による評価は、そのテーマと感情に対する賞賛を含む好意的なものだった。

## ストーリー
ある日ののどかなビーチに、親子のアライグマが餌を求めて森からやって来た。好奇心溢れる子どものアライグマは、ビーチに溢れる様々な生き物に興味があり、すぐに父親の視界から消えてしまった。父親は我が子を危険から守るため、引き留めた。父親が牡蠣を掘っている時、子どものアライグマはきれいな貝殻を見つけ、その中の波の音を聞いた。しかし、それに気づいた父親は、怒りのあまり貝殻を叩き壊してしまった。再び父親が牡蠣を掘り、注意を疎かにした途端、カモメの群れを追って父親から離れてしまった。行きついた先には獰猛なコヨーテがおり、襲い掛かろうとした。その時、鼻に傷をつけられたが、襲われる直前に父親が駆け付け、木の上に避難し子どものアライグマを叱った。父親の顔にある傷跡は過去にコヨーテにつけられなものだったのだ。
数年後、大人になったアライグマは、自分の息子と一緒にビーチに出かけた。息子がカモメを追って海岸に行くと、アライグマは息子を叱り、父親が自分にしたように引き留めた。親子は昔のように、同じ木に戻り、アライグマは息子に貝殻をプレゼントした。

## 製作

### 企画
2018年、ディズニーは劇場用短編作品のピッチを依頼した。ショート・サーキットの映画『交換留学生』の監督、ナタリー・ヌリガットは、スケッチブックに書いていた3つのコンセプトをピッチした。また、オレゴンで過ごした子供時代へのノスタルジーから書いた4つ目のアイデアをピッチした。最終的にディズニーは彼女の4つ目のコンセプトを承認した。本作の製作は非常に難しく、スタッフは葛藤やプロットを把握するために邁進した。当初は人間を描いていたが、子育て、世代間のトラウマ、死、傷などのテーマを掘り下げ始めたため、それらは破棄された。ヌリガットはこれらのコンセプトが病的だと感じ、本作は非常に暗いトーンになり始めた。製作メンバーから、人間の代わりに動物のキャラクターを登場させるという提案があり、いくつかのトーンの問題を解決することができた。オレゴン州のキャノンビーチに取材に行った時、アライグマがたくさん生息していることに気づいたヌリガットは、すぐに主役にしようと考えた。ヌリガットはこれを高く評価し、「動物のキャラクターを使うことで、より大げさな場所や、より感情的な場所に行くことができた」と述べた。2019年初頭、ルース・ストローサーはプロデューサーの役職をオファーされた。彼女とヌリガットは『シュガー・ラッシュ:オンライン』を共に製作した経験があり、それぞれプロダクション・スーパーバイザーとストーリー・アーティストを務めていた。ストローサーは、ヌリガットの創造性と仕事に対する姿勢を肌で感じていたため、このオファーを熱烈に受け入れた。

### アニメーションとデザイン

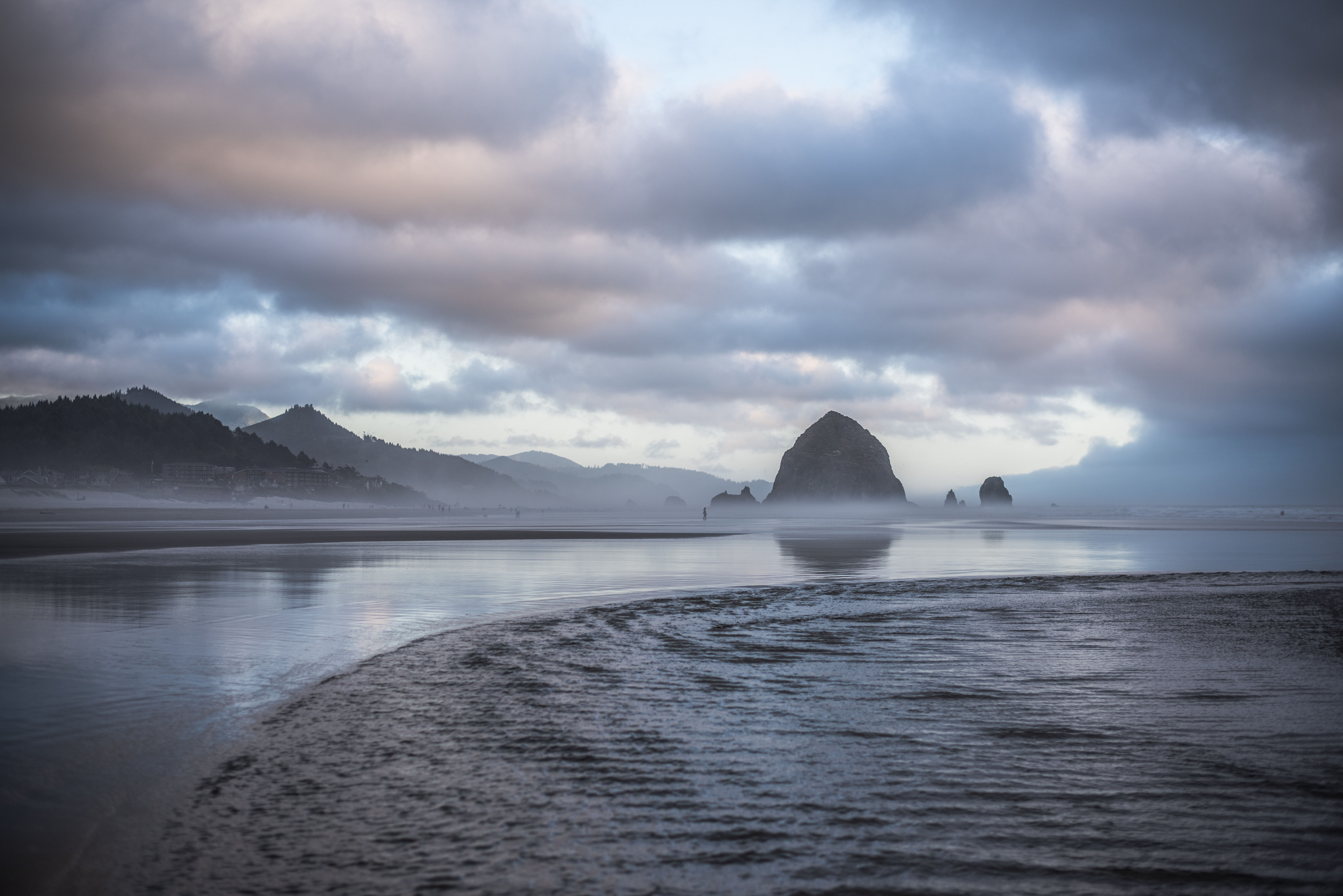
本作の舞台となったキャノンビーチ

ストローサーによれば「アライグマは基本的にアニメのキャラクターのようなもの」、つまり、自然環境と同じように行動させながら、魅力的にアニメーション化する方法があった。アニメーターたちは、擬人化とリアリズムの正しいバランスを確立するのが難しいと考えていた。初期の絵コンテは漫画的で、キャラクターが人間と同じような行動をするように描かれていたが、そこからより自然に戻した。2Dアーティストたちは、自分たちがどこまで限界に挑戦できるか、2Dテストを行った。水彩画アニメーションのスタイルは、コミックアーティストでありプロダクションデザイナーでもあるマヌ・アレナスの作品からヒントを得た。キャノンビーチの曇った空、灰色の砂、常緑樹、霧のかかった遠くの山々は、本作の舞台として珍しい色調を作り出した。
ヌリガットは、短編映画『紙ひこうき』や『愛犬とごちそう』で使用されたディズニーのメアンダ描画システムに大きく依存した。簡単なアクセサリーのつもりが、結果的に96％のショートに採用された。メアンダでは、フラットなカラーレンダリングを行い、ラインアートも取り入れ、その多くは手作業で行われた。メアンダでは、好きな場所を描き直すことができるため、チームのコントロールと芸術性を大きく高めることができた。そのため、3秒、4秒とゆっくりしたテンポでアニメーションを製作した。スタッフは視線の先にある力強い構えを楽しむため、アニメーターはコマ落としをするよう指示された。

## 封切り
2021年6月15日に開催されたアヌシー国際アニメーション映画祭で初公開された。同年11月24日、『ミラベルと魔法だらけの家』と同時上映で公開された。『ミラベルと魔法だらけの家』と同じ12月24日にDisney+で配信が開始された。2022年2月8日に発売された『ミラベルと魔法だらけの家』の4K、Blu-ray、DVDに特典映像「An Introduction to Far from the Tree」とともに収録された。

## 作品の評価
公開後、本作は好評を博し、「楽しい」「愛らしく、驚くほど感動的」「素敵」と評価された。『Deadline Hollywood』は「入場料を払うだけの価値がある作品」と評し、『ザ・ヒンドゥー』は子育てをテーマにした本作を「陽気なお菓子の上に載ったチェリー」と絶賛した。『シネマブレンド』では、その感動とストーリーテリングが高く評価された。子育て雑誌『ロンパー』は、「親子関係を深く洞察し、デリケートな家族の問題をうまく掘り下げている」と評価した。『ザ・ラップ』は2021年のベストアニメーションの1つに挙げ、「ナタリー・ヌリガットというディズニーアニメーションの大胆な新しい声の出現を告げる」と述べた。同様に『コリダー』は、2010年代に入ってからのディズニーの短編映画の中で5番目に優れた作品と評価し、その中でここ数年で最も大胆なテーマを持っていると考えた。第5回ハリウッド批評家協会賞では、短編映画賞にノミネートされた。